# Sonoma County

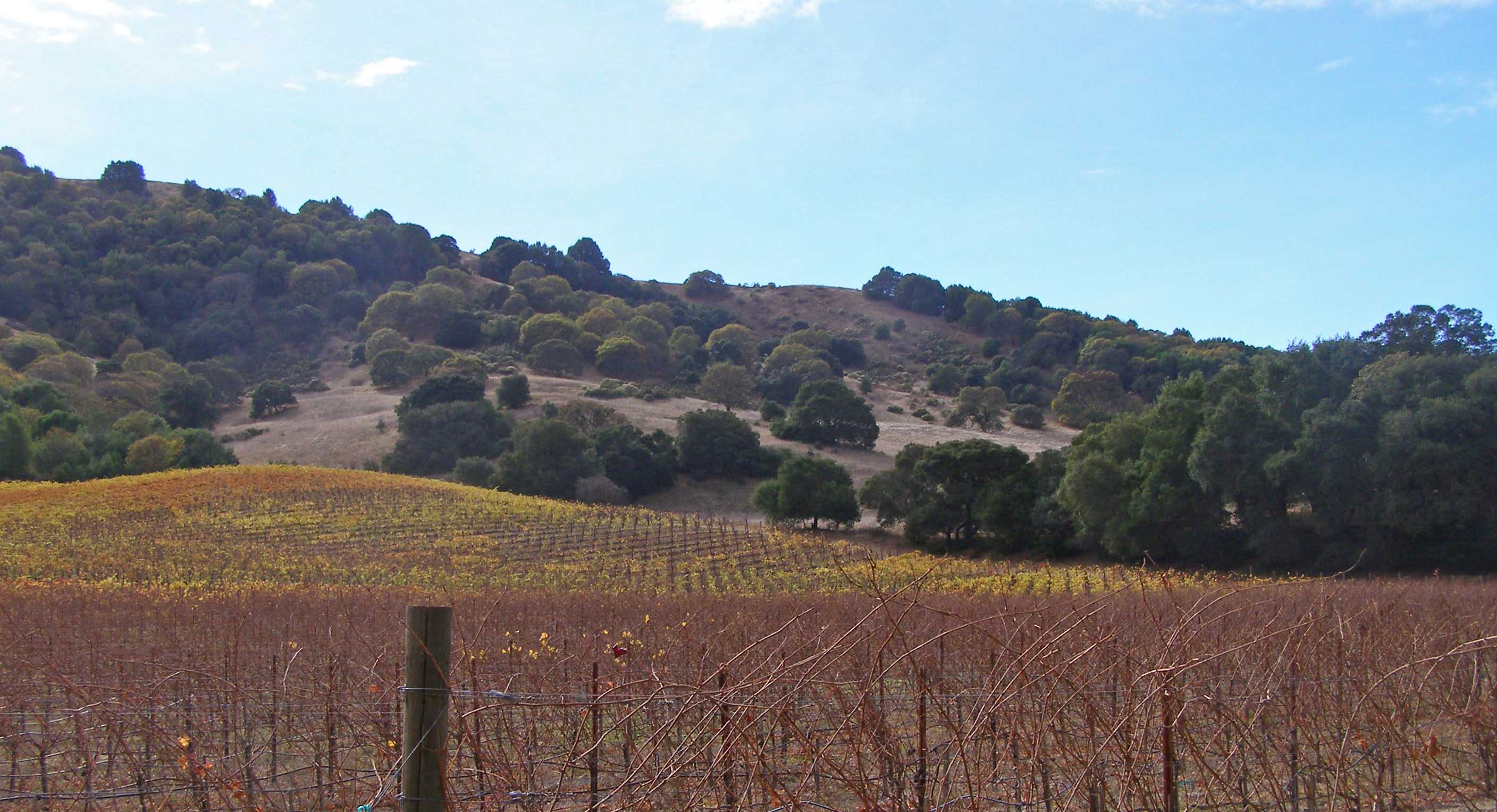
Wijngaarden op de flanken van Sonoma Mountain.

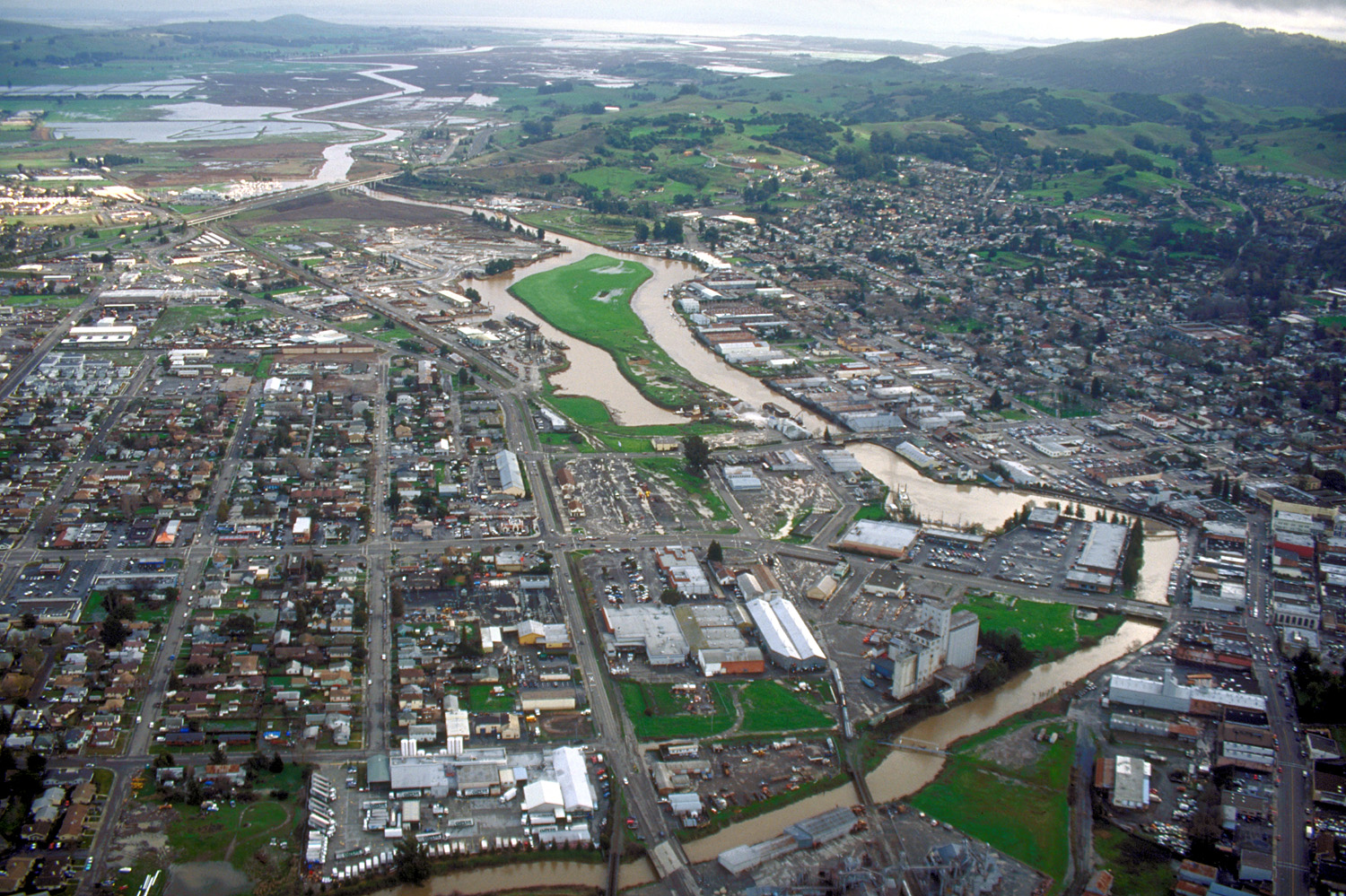
Luchtfoto van Petaluma.

Sonoma County is een van de 58 county's in de Amerikaanse deelstaat Californië. Het ligt in het noordwesten van de San Francisco Bay Area, ten noorden van Marin County en de San Pablo Bay, ten westen van Solano, Napa, Lake County en ten zuiden van Mendocino County. In 2010 woonden er 483.878 mensen. De hoofdplaats en grootste stad is Santa Rosa.
Het is een van de county's in Californië's Wine Country en telt dertien American Viticultural Areas en meer dan 250 wijnhuizen. In 2002 was Sonoma County de 32e county van de VS qua landbouwproductie. Sonoma dankt die hoge productie aan de vruchtbare grond en overvloedig irrigatiewater van goede kwaliteit. Toerisme is eveneens een belangrijke sector. Jaarlijks bezoeken meer dan 7,4 miljoen mensen Sonoma County.

## Geografie
Sonoma County heeft een totale oppervlakte van 4579,7 km², waarvan 498,2 km² of 10,88% oppervlaktewater is.
De county ligt in de North Coast Ranges van Noordwest-Californië, waaronder de Mayacamas en de Sonoma Mountains. Enkele prominente bergtoppen en heuvels zijn Cobb Mountain en Mount Hood in de Mayacamas en Sonoma Mountain in de gelijknamige bergketen. Op de flanken van die laatste berg liggen het Jack London State Historic Park en het Fairfield Osborn Preserve. Mount Hood heeft dan weer uitzonderlijke dwergbossen, voornamelijk met Cupressus sargentii.
In het zuidoosten van de county ligt de Sonoma-vallei. Verder zijn er de Petaluma Valley, de Santa Rosa Plains (waar de meeste steden liggen), de Russian River, de Alexander Valley en de Dry Creek Valley.
Sonoma County beschikt over 122 km aan kust langs de Stille Oceaan. Bekend is de kleine baai Bodega Bay, op de grens met Marin County.

### Steden en dorpen
Sonoma County telt negen geïncorporeerde steden (met inwoneraantal uit 2010):
- Cloverdale (8.618 inwoners)
- Cotati (7.265)
- Healdsburg (11.254)
- Petaluma (57.941)
- Rohnert Park (40.971)
- Santa Rosa (167.815)
- Sebastopol (7.379)
- Sonoma (10.648)
- Windsor (26.801)

Daarna zijn er veel bewoonde plaatsen in gemeentevrij gebied, zogenaamde unincorporated communities. Enkele daarvan zijn Bodega Bay, Boyes Hot Springs, El Verano, Eldridge, Fetters Hot Springs-Agua Caliente, Forestville, Geyserville, Glen Ellen, Graton, Guerneville, Larkfield-Wikiup, Monte Rio, Occidental, Roseland en Temelec.

### Klimaat
Zoals de meeste county's langs de kust van Californië heeft Sonoma County een divers klimaat. Bepalende factoren voor het plaatselijke klimaat zijn nabijheid bij de oceaan, hoogte en aanwezigheid van bergen en heuvels ten westen of ten oosten. Zoals overal in Californië, komen winden en bewolking hier van over de Stille Oceaan, vanuit het westen of zuidwesten. Bijgevolg krijgen plaatsen aan de loefzijde van heuvels meer regen van de herfst tot de lente en in de zomer meer wind en mist.
Aan de kust is het klimaat doorgaans koel en vochtig tijdens de zomer. Er is vaak mist in de namiddag en nacht. In het binnenland, bijvoorbeeld rond Petaluma en op de Santa Rosa Plain, zien we ditzelfde mistpatroon. Hier komt de mist evenwel later en blijft ze minder lang. De middagtemperaturen liggen hier bovendien beduidend hoger, tussen 25 en 30 °C. Ten noorden van Santa Rosa en Windsor is er minder mist en sowieso minder invloed van de zee. Zomertemperaturen in plaatsen als Healdsburg lopen gemakkelijk op tot 32 °C. Sonoma en de Sonoma Valley, ten oosten van Petaluma, hebben een gelijkaardig klimaat. De warmste plaats in Sonoma County is Cloverdale, ten noorden van de Santa Rosa Plain.
Sonoma County is over het algemeen best regenachtig. Bepaalde gebieden, waaronder de vallei van de Russian River, zijn extra regenachtig.

## Demografie
De volkstelling van 2010 door het United States Census Bureau wees uit dat Sonoma County 483.878 inwoners telde. De etnische samenstelling was als volgt: 76,8% blank, 3,8% Aziatisch, 1,6% Afro-Amerikaans, 1,3% indiaans en 0,3% afkomstig van de eilanden in de Stille Oceaan. Daarnaast gaf 11,8% aan van een ander ras te zijn en 4,4% van twee of meer rassen. Van de totale bevolking identificeerde 24,9% zich als Hispanic of Latino.